# Lukovo Brdo
Lukovo Brdo je naseljeno mjesto u općini Kakanj, Federacija Bosne i Hercegovine, BiH.

## Stanovništvo

### 1991.
Nacionalni sastav stanovništva 1991. godine, bio je sljedeći:
ukupno: 244
- Hrvati - 212
- Muslimani - 32

### 2013.
Nacionalni sastav stanovništva 2013. godine, bio je sljedeći:
ukupno: 49
- Bošnjaci - 38
- Hrvati - 11